# مارسل (مینه‌سوتا)
مارسل (به انگلیسی: Marcell) یک منطقهٔ مسکونی در ایالات متحده آمریکا است که در شهرستان ایتاسکا، مینه‌سوتا واقع شده‌است. مارسل ۱۰۰ نفر جمعیت دارد و ۴۲۳٫۹۸ متر بالاتر از سطح دریا واقع شده‌است.